# Jatazhukái
Jatazhukái (del ruso: Хатажукай) es un aúl del raión de Shovguénovski en la república de Adiguesia de Rusia. Está situado en la orilla derecha del río Fars, 7 km al noroeste de Jakurinojabl y 53 km al norte de Maikop, la capital de la república. Tenía 1 108 habitantes en 2010.
Pertenece al municipio Jatazhukáiskoye.

## Historia
El aul fue fundado en 1860.